# Lenyrhova
Lenyrhova là một chi bướm đêm thuộc họ Sesiidae.

## Các loài
- Lenyrhova heckmanniae (Aurivillius, 1909)